# Conquesta musulmana de Sardenya
La Conquesta musulmana de Sardenya forma part de l'expansió de l'islam durant l'edat mitjana.

## Antecedents
Al llarg del segle viii, l'Imperi Romà d'Orient va entrar en crisi i els àrabs van prendre gradualment el control del Mediterrani. Com Sardenya ja no comptava amb la protecció romana d'Orient, els seus habitants es van veure obligats a organitzar per si sols la defensa contra els invasors àrabs, el 27 d'octubre de l'any 710. Encara que van romandre durant gairebé 70 anys en posició de dominació, els àrabs van haver d'afrontar el 778 una rebel·lió popular que els va expulsar ràpidament de l'illa. Una de nova i el darrer intent de conquesta àrab va fracassar el 821.
Abū-l-Gays ibn Yūsuf al-Muwaffaq, emir de Dàniya, després de conquerir les illes Balears el 1015, va atacar l'illa de Sardenya, que s'havia independitzat de l'Imperi Romà d'Orient al segle ix.

## La campanya
Abū-l-Gays ibn Yūsuf al-Muwaffaq va construir una flota de 125 vaixells amb la qual el 1015 va atacar l'illa de Sardenya. Transportant 1000 cavalls, va derrotar els sards, encapçalats pel jutge Gonnari Comit de Salanis i es va establir al Campidanu. La República de Pisa i la República de Gènova van enviar els seus exèrcits que van derrotar els musulmans i capturant Alí ibn Mujàhid Iqbal-ad-Dawla fou fet presoner dels cristians i enviat a la cort de l'emperador Enric II, mentre el pare era derrotat i perseguit per la coalició cristiana que va recuperar l'illa.

## Conseqüències
El califa omeia Abd-Al·lah al-Muaytí, al que Abū-l-Gays ibn Yūsuf al-Muwaffaq havia nomenat deixant-lo només els afers religiosos va intentar deposar Muğāhid durant la seva campanya a Sardenya, i al seu retorn, fou deposat del califat.
Després de desallotjar els musulmans el 1016, pisans i genovesos van continuar els atacs a través del Mediterrani oriental, i expandint el seu comerç. i van superar la resta dels antics ports romans d'Orient d'Itàlia tret de la República de Venècia.